# Benno Hiddemann
Benno Hiddemann (* 23. August 1861 in Düsseldorf; † 25. Dezember 1907 ebenda) war ein deutscher Mediziner sowie Landschafts- und Genremaler der Düsseldorfer Schule. Auch gestaltete er Exlibris.

## Leben
Hiddemann war ein Sohn des Düsseldorfer Genremalers Friedrich Hiddemann. Er wollte Maler werden, doch studierte er auf elterlichen Wunsch Medizin in Leipzig sowie Freiburg und promovierte zum Dr. med. Danach praktizierte er in Säckingen und Bochum. Er war verheiratet mit Katharina Simon (1860–1934), einer Tochter des Schweizer Architekten Bernhard Simon. Um 1900 kehrte er nach Düsseldorf zurück, wo er sich unter Anleitung seines Freundes Willy Spatz der Malerei zuwandte. 1902 war er in Düsseldorf auf einer öffentlichen Ausstellung vertreten. 1903 besuchte er Katwijk. In den Jahren 1904/1905 lehrte er Anatomie an der Kunstakademie Düsseldorf. Für seine Schüler verfasste er einen Leitfaden für Anatomie. Als Mitglied des Künstlervereins Malkasten dichtete er Vorlagen für humoristische und feinsinnige Aufführungen auf der dortigen Bühne.